# Понтекорво
Понтекорво (итал. Pontecorvo) је насеље у Италији у округу Фрозиноне, региону Лацио.
Према процени из 2011. у насељу је живело 7994 становника. Насеље се налази на надморској висини од 96 м.

## Становништво
Према резултатима пописа становништва 2011. у општини је живело 13.223 становника.
| 1931.  | 1936.  | 1951.  | 1961.  | 1971.  | 1981.  | 1991.  | 2001.  | 2011.  |
| ------ | ------ | ------ | ------ | ------ | ------ | ------ | ------ | ------ |
| 14.436 | 14.437 | 13.369 | 12.239 | 11.358 | 12.419 | 13.064 | 13.280 | 13.223 |